# Biskupi łowiccy
Biskupi łowiccy – biskupi diecezjalni i biskupi pomocniczy diecezji łowickiej.

## Biskupi

### Biskupi diecezjalni
| Lata urzędowania | Biskup | Biskup          | Uwagi                                        |
| ---------------- | ------ | --------------- | -------------------------------------------- |
| 1992–2004        |        | Alojzy Orszulik |                                              |
| 2004–2024        |        | Andrzej Dziuba  |                                              |
|                  |        | Wojciech Osial  | administrator apostolski sede vacante w 2024 |
| od 2024          |        | Wojciech Osial  |                                              |

### Biskupi pomocniczy
| Lata urzędowania | Biskup | Biskup            | Uwagi                                |
| ---------------- | ------ | ----------------- | ------------------------------------ |
| 1992–2013        |        | Józef Zawitkowski |                                      |
| 2016–2024        |        | Wojciech Osial    | następnie biskup diecezjalny łowicki |